# Ondřej
Ondřej je mužské křestní jméno, počeštěná varianta křestního jména Andreas (může být i příjmením). Pochází z řeckého andreas, což znamená „mužný“, „statný“ či „odvážný“. V Česku má Ondřej svátek 30. listopadu. Ženská obdoba tohoto jména je Ondřejka i Andrea.

## Domácké podoby
Ondra, Ondrášek, Ondráš

## Statistické údaje
Následující tabulka uvádí četnost jména v ČR a pořadí mezi mužskými jmény ve srovnání dvou roků, pro které jsou dostupné údaje MV ČR – lze z ní tedy vysledovat trend v užívání tohoto jména:
| Rok       | Četnost     | Pořadí   |
| 1999      | 45 771      | 26.      |
| 2002      | 48 422      | 25.      |
| Porovnání | o 2651 více | o 1 lépe |
| 2006      | 58 029      | 24.      |
| 2007      | 60 248      | 23.      |
| 2013      | 71 657      | 41.      |

Změna procentního zastoupení tohoto jména mezi žijícími muži v ČR (tj. procentní změna se započítáním celkového úbytku mužů v ČR za sledované tři roky 1999–2002) je +6,6%, což svědčí o značném nárůstu obliby tohoto jména.
Podle údajů ČSÚ se za rok 2006 jednalo o 4. nejčastější mužské jméno novorozenců.

## Ondřej v jiných jazycích
- Anglicky: Andrew
- Finsky: Antti
- Francouzsky: André, ženská obdoba Andrée
- Italsky: Andrea
- Maďarsky: András
- Německy: Andreas
- Norsky: Anders
- Polsky: Andrzej, Jędrzej
- Rusky: Andrej
- Slovensky: Ondrej, Andrej
- Španělsky: Andrés
- Švédsky: Andreas, Anders
- Ukrajinsky: Andrij

## Známí Ondřejové

### Světci, panovníci a biskupové
- Svatý Ondřej († kolem 60) – apoštol
- sv. Ondřej Avellino (1521–1608) – italský kněz
- sv. Ondřej Corsini (1301–1374) – italský biskup
- Ondřej I. (asi 1015–1060) – uherský král
- Ondřej II. Uherský (1177–1235) – uherský král
- Ondřej III. (1265–1301) – uherský a chorvatský král
- Ondřej (biskup olomoucký) († 1096)
- Ondřej (biskup pražský) († 1224)

### Ostatní
- Ondřej Havelka – český herec a zpěvák
- Ondřej Hejma – český novinář a zpěvák
- Ondřej Kratěna – český hokejista
- Ondřej Kukal – český houslista a hudební skladatel
- Ondřej Neff – český spisovatel
- Ondřej Moravec – český biatlonista
- Ondřej Pavelec – český hokejista (brankář)
- Ondřej Novotný - český fotbalista
- Ondřej Pavelka – český herec
- Ondřej Sekora – český spisovatel
- Ondřej Sokol – český režisér, herec a moderátor
- Ondřej Sosenka – český cyklista
- Ondřej Soukup – český baskytarista a hudební skladatel
- Ondřej Suchý – český spisovatel, moderátor a divadelník
- Ondřej Synek – český sportovec, veslař
- Ondřej Štěpánek – český sportovec, vodní slalomář, kanoista
- Ondřej Trojan – český režisér a producent
- Ondřej Vaculík – český skokan na lyžích
- Ondřej Vetchý – český herec
- Ondrej Duda – slovenský fotbalista
- Ondrej Klokoč – slovenský a československý odbojář za KSČ
- Ondrej Koráň – československý politik slovenské národnosti
- Ondrej Nepela – československý krasobruslař
- Ondrej Šaling – československý politik slovenské národnosti